# Descobriment d'Urà

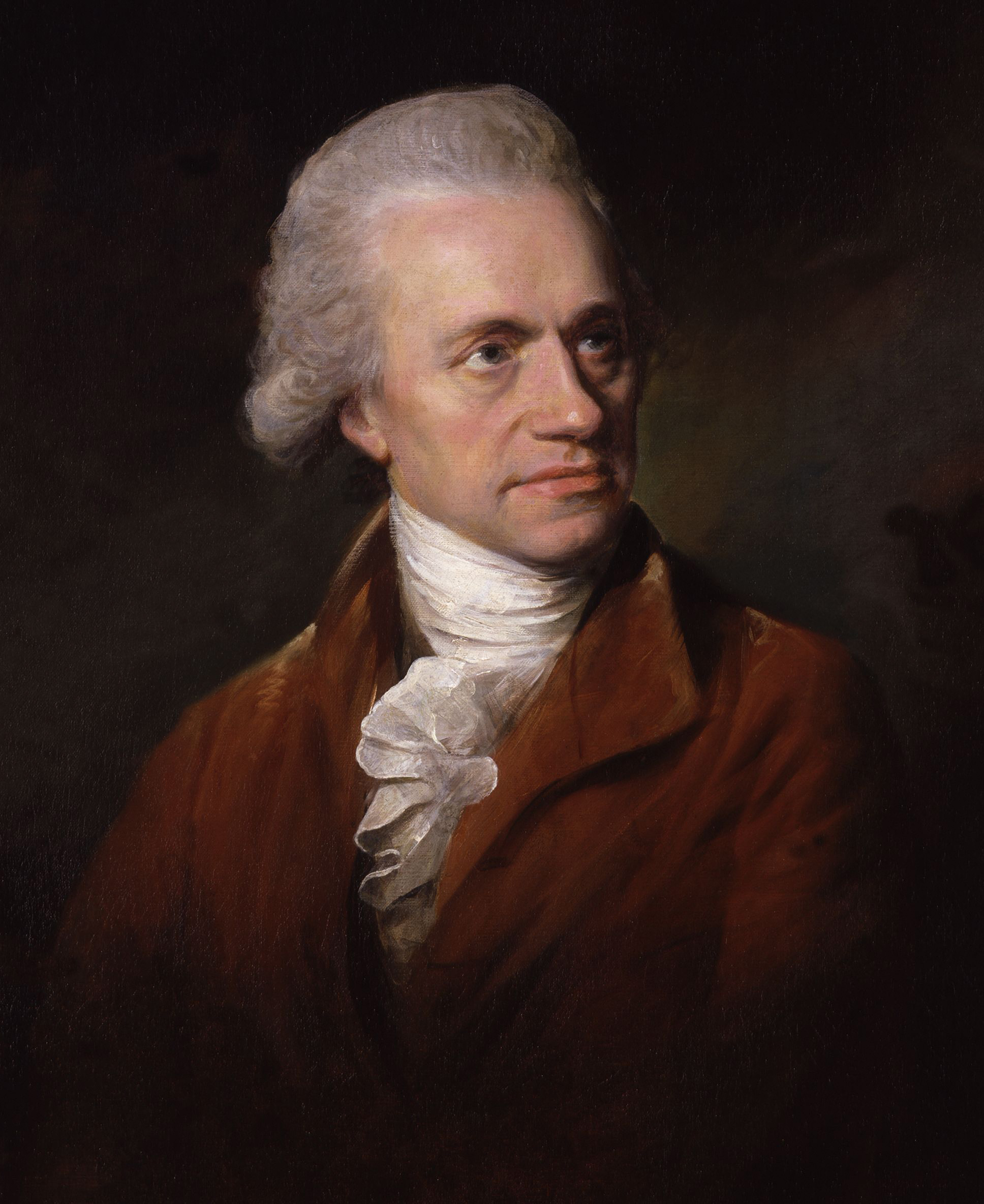
William Herschel, descobridor d'Urà

Urà ja s'havia observat en moltes ocasions abans del seu descobriment com a planeta, però generalment s'havia confós amb un estel a causa de la seua foscor i l'òrbita lenta. L'observació més antiga de què se'n té referència data de 1690, quan John Flamsteed observà el planeta almenys sis vegades, i el catalogà com 34 Tauri. L'astrònom francés Pierre Charles Le Monnier va observar Urà almenys en dotze ocasions entre 1750 i el 1769, i fins i tot en quatre nits consecutives. Per a l'any 1738 l'astrònom anglés John Bevis dibuixà el planeta Urà com tres estels en posicions successives, al seu atles Uranographia Britannica; feu aquestes observacions entre maig i juliol de 1738, però no hi detectà els trets de planeta. Arran de les diferents observacions fetes en aquestes dates se la coneix en astronomia com l'era dels predescobriments.

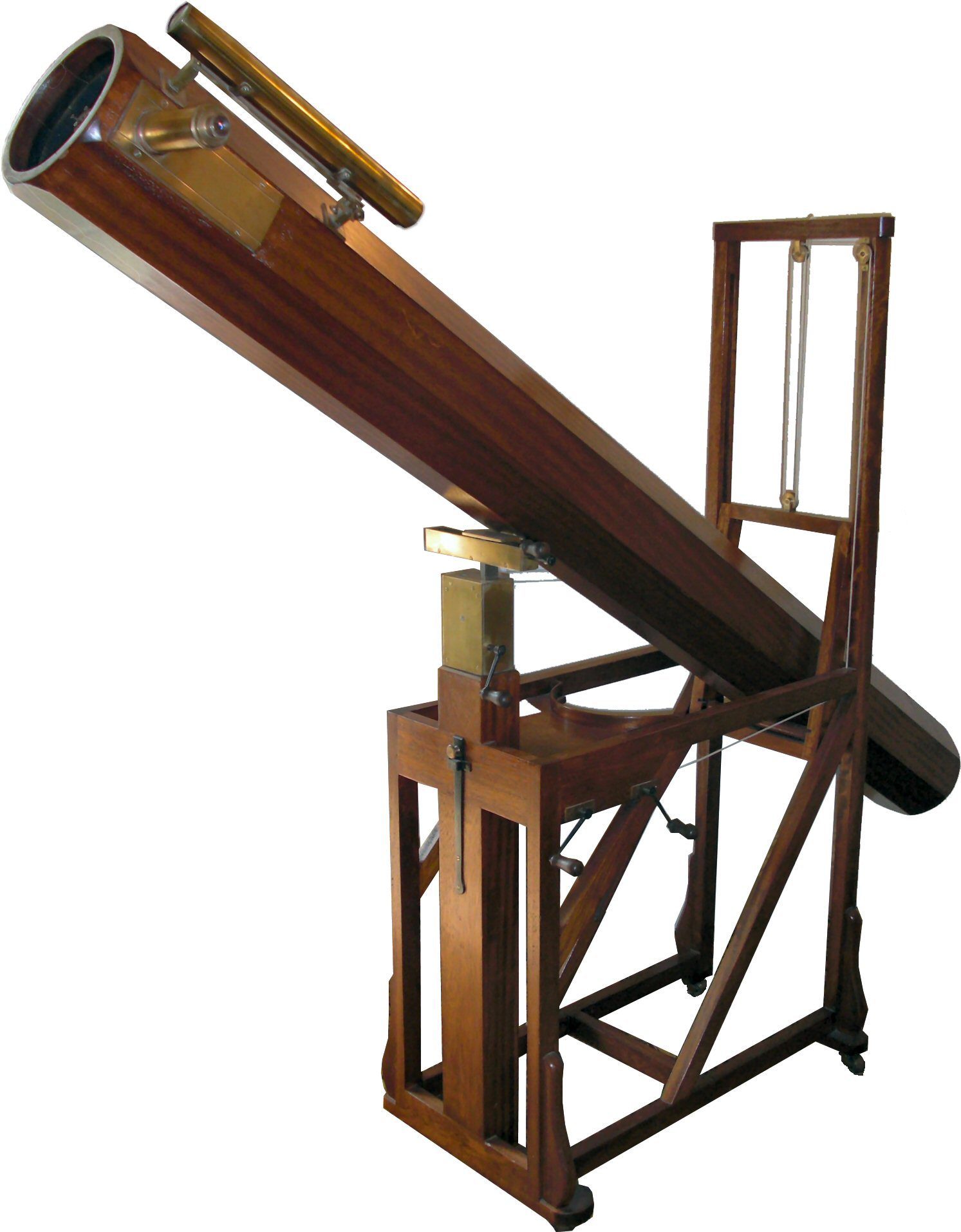
Rèplica del telescopi usat per Herschel per descobrir Urà

William Herschel observà el planeta el 13 de març de 1781 mentre era al jardí de sa casa, situada al 19 New King Street, al poble de Bath (comtat de Somerset), encara que al principi (el 26 d'abril de 1781) pensava que es tractava d'un «cometa». Herschel «es va dedicar a fer una sèrie d'observacions sobre la paral·laxi dels estels fixos», utilitzant un telescopi dissenyat per ell mateix.[nota 1]

Va escriure en el seu diari: «En el quartil prop de ζ Tauri […] o bé [una] estrela nebulosa o potser un cometa». El 17 de març escrigué: «He buscat el cometa o estrela nebulosa i he descobert que és un cometa perquè ha canviat de lloc». Quan presentà el seu descobriment en la Royal Society, continuava afirmant que havia descobert un cometa alhora que el comparava implícitament amb un planeta:
| « | L'augment que havia posat quan vaig veure per primera volta el planeta era de 227. Per experiència sé que els diàmetres de les estreles fixes no es magnifiquen proporcionalment en augments majors, com fan els planetes; per això ara hi fique els augments de 460 i 932, i crec que el diàmetre del cometa ha crescut en proporció als augments, com hauria de ser suposant que no es tracte d'una estrela fixa, mentre que els diàmetres de les estreles amb què l'he comparada no han crescut amb la mateixa proporció. A més, com que el cometa estava augmentat molt més del que en donava la llum, apareixia borrós i poc definit amb aquesta magnificació, mentre que les estreles conservaven el llustre i definició que sabia de milers d'observacions que conservarien. Els esdeveniments posteriors han mostrat que les meues suposicions eren ben fundades: demostren que és el cometa que he observat darrerament. | » |

Herschel va notificar el seu descobriment a Nevil Maskelyne que, desconcertat, li respongué el 23 d'abril: «No sé com anomenar-lo. És igual de possible que siga un planeta regular movent-se en una òrbita gairebé circular al voltant del Sol com un cometa movent-se en una el·lipsi molt excèntrica. Encara no li he vist cap cua».
Mentre que Herschel continuava descrivint prudentment el seu nou objecte com a cometa, altres astrònoms ja havien començat a sospitar que no ho era. L'astrònom rus Anders Johan Lexell va calcular que la seua distància era 18 vegades la distància entre el Sol i la Terra, i no s'havia observat cap cometa amb un periheli que arribara a quatre vegades la distància Sol-Terra. L'astrònom berlinés Johann Elert Bode descrigué el descobriment de Herschel com «un estel mòbil que podria ser un objecte semblant a un planeta desconegut fins ara, que circula més enllà de l'òrbita de Saturn». Bode va concloure que la seua òrbita pràcticament circular era més pròpia d'un planeta que d'un cometa.
Aviat es va acceptar universalment la idea que el nou objecte era un nou planeta. El 1783, el mateix Herschel reconegué aquest fet al president de la Royal Society Joseph Banks: «Segons l'observació dels astrònoms més eminents d'Europa sembla que el nou estel, que vaig tenir l'honor d'assenyalar el març de 1781, és un planeta primari del nostre sistema solar». En reconeixement de la seua contribució, el rei Jordi III va concedir a Herschel una renda anual de dues-centes lliures a condició que es traslladara a Windsor perquè la família reial tinguera la possibilitat de veure el planeta amb els seus telescopis.

## Descobriment
Herschel «es va dedicar a fer una sèrie d'observacions sobre la paral·laxi dels estels fixos», utilitzant un telescopi dissenyat per ell mateix. Inicialment li va donar el nom de «Georgium Sidus» ('l'estel de Jordi') en honor del rei que acabava de perdre les colònies britàniques a Amèrica, però havia guanyat un estel. És, de fet, l'únic planeta el nom del qual deriva d'una figura de la mitologia grega (el seu homòleg romà és Caelus). Cap a 1827, Urà era el nom més utilitzat per al planeta, fins i tot a Gran Bretanya.

### Repercussions
El descobriment d'Urà suposà una revolució en l'astronomia del segle xviii perquè ampliava els límits coneguts del sistema solar per primera volta en la història. Urà fou el primer planeta descobert amb un telescopi.

Urà fotografiat per la sonda Voyager

## Nom
Maskelyne va demanar a Herschel «que fera el favor a tota la comunitat astronòmica d'anomenar el seu planeta, que és completament vostre, pel descobriment del qual estem en deute amb vosté». En resposta a la seua petició, Herschel anomenà l'objecte «Georgium Sidus» ('l'estel de Jordi') en honor del seu nou patrocinador, Jordi III. Va explicar la seua decisió en una carta a Joseph Banks:
| « | En la fabulosa època dels temps antics els noms de Mercuri, Venus, Mart, Júpiter i Saturn foren els noms per als planetes, perquè eren els noms de les seues divinitats principals. En l'era actual, més filosòfica, a penes fora permissible recórrer al mateix mètode, i anomenar Juno, Pal·la, Apol·lo o Minerva al nou cos celeste. La primera consideració de qualsevol fet concret, o incidència notable, sebla ser-ne la cronologia: si en qualsevol temps futur preguntaren: ¿quan descobriren aquest darrer planeta? La resposta més satisfactòria seria, 'durant el regnat del rei Jordi III'. | » |

Aquest nom, però, no perdurà més enllà de Gran Bretanya. Lalande, un astrònom francès, proposà anomenar-lo Herschel en honor del descobridor; l'astrònom sues Erik Prosperin va proposar el nom de «Neptú» per al nou planeta, i el van secundar molts dels seus col·legues amb la idea de commemorar la Marina Reial Britànica en el curs de la Revolució nord-americana, anomenant el nou planeta «Neptú Jordi III» o «Neptú de Gran Bretanya». Finalment fou l'astrònom alemany Johann Elert Bode qui va encunyar i optà per la versió llatinitzada del déu del cel de la mitologia grega «Urà», pare de Cronos (l'equivalent romà del qual donava nom a Saturn), adduint que, ja que Saturn era el pare de Júpiter, el més lògic era que el nou planeta prengués nom del pare de Saturn. El 1789, Martin Klaproth, amic de Bode de l'Acadèmia Francesa de les Ciències, l'anomenà «Urani», a favor de l'opció de Bode. Finalment, es va optar per «Urà». El HM Nautical Almanac va seguir llistant-lo, però, «Georgium Sidus» fins al 1850.

## Noms
Urà és l'únic planeta el nom del qual deriva alhora d'un personatge de la mitologia grega i de la romana; del grec «Οὐρανός» llatinitzat com «Ūranus». L'adjectiu d'Urà és «Uranià». El símbol astronòmic d'Urà es representa com . És un híbrid entre els símbols del planeta Mart i el Sol, ja que Urà era déu i personificació mateixa del cel en la mitologia grega, el qual creien dominat pels poders combinats del Sol i de Mart. El símbol astrològic, però, n'és, suggerit per Lalande el 1784. En una carta a Herschel, Lalande el descrivia com «un globus coronat per la primera lletra del seu cognom»). En les llengües de la Xina, Vietnam, Japó i Corea la traducció literal del nom del planeta és «l'estrela reina del cel» (天王星).